# 続思春期
『続思春期』（ぞくししゅんき）は、1953年（昭和28年）に公開された日本映画。製作、配給は東宝。モノクロ、スタンダード。同時上映は『お母さんの結婚』。
前年に公開された『思春期』の続編である。

## キャスト
以下の役名と出演者名は特に記載のない限り東宝に従った。
- 間宮玲子：青山京子
- 前川敬太：久保明
- 酒井信吉：江原達怡
- 酒井節子：戸川夕子
- 酒井信太郎：堺左千夫
- 松下善助：鈴木豊明
- 泉六郎：石井伊吉
- 堀千代子：灰野恵美子
- 小西玉枝：宮桂子
- 矢田：林幹
- 川崎先生：沢村契恵子[4]
- 谷村先生：小林桂樹
- 大弓場の女主人：三田照子
- 小使：安芸津融
- 運転手：山本廉
- 教頭：村上冬樹
- 校長：汐見洋
- 松下善助の父：瀬良明
- 泉六郎の母：上遠野澄代
- 酒井うめ：英百合子
- 酒井信介：河崎堅男
- 小西加代：中北千枝子
- 前川重徳：十朱久雄
- 前川さわ子：本間文子
- 間宮きみ：村瀬幸子
- 間宮順三：小沢栄

## スタッフ
以下のスタッフ名は特に記載のない限り東宝に従った。
- 製作：田中友幸
- 脚本：井手俊郎、梅田晴夫
- 音楽：芥川也寸志
- 撮影：飯村正
- 美術：北辰雄
- 録音：宮崎正信
- 照明：横井総一[4]
- 助監督：古澤憲吾
- 監督：本多猪四郎